# هيرمان لويس
هيرمان لويس (بالإنجليزية: Herman Lewis)‏ هو مهندس الصوت أمريكي، ولد في 10 نوفمبر 1910 في الولايات المتحدة، وتوفي في 28 فبراير 2001.

## وصلات خارجية
- هيرمان لويس على موقع IMDb (الإنجليزية)
- هيرمان لويس على موقع قاعدة بيانات الفيلم (الإنجليزية)